# Dupioni
Dupioni er en silke med en lidt knudret og lidt ujævn silketråd. Denne form for silke bruges specielt i silke fra Thailand. Silketråden til Dupioni silke udvindes fra den første silketråd som larven danner, når den opbygger sin kokon.